# Die Pflaume (Manet)
Die Pflaume (französisch: La Prune) ist ein Bild des Malers Édouard Manet. Es entstand um 1878 und zeigt eine junge Frau an einem Tisch des Café de la Nouvelle Athènes. Als Modell wird Ellen Andrée vermutet, die bereits für Edgar Degas’ Bild Der Absinth – gemeinsam mit Marcellin Desboutin – Modell gesessen hatte.

## Beschreibung
Hinter einem marmorierten Tisch sitzt eine junge Frau. Sie hält den Oberkörper leicht nach vorn gebeugt, stützt den Kopf auf den Rücken ihrer rechten Hand. Die linke Hand liegt schlaff auf dem Tisch, hält zwischen Mittel- und Zeigefinger eine Zigarette, die noch nicht entzündet ist. Vor der Frau steht ein gläserner Kelch, der eine braune Pflaume enthält. Der Blick der Frau schwimmt verträumt nach links aus dem Bild heraus, als würde er nichts erfassen, was sein Interesse erregt. Ihre Züge wirken müde und entspannt, als habe sie einen anstrengenden Tag hinter sich, an dem ihr nichts von Bedeutung begegnet ist. Die Frau trägt ein rosa Kleid mit weißen Rüschen vor der Brust, das mit dem Rosa ihres Teints harmoniert. Unter dem Tisch sieht man, dass das Kleid mit weißen Knöpfen verschlossen ist. Den Kopf bedeckt ein schwarzer Hut mit kurzer Krempe, vermutlich verziert mit einem weißen Federimitat. Im Hintergrund des Bildes sieht man das Polster, auf dem die Frau sitzt und dessen rotbrauner Bezug sich gegen eine vertäfelte Wand absetzt. In die Wand eingelassen ist bläulich-türkis schimmernd ein schmiedeeisernes Gitter, wobei man nicht erkennen kann, ob sich dahinter ein Fenster öffnet oder ob es ausschließlich Verzierung ist.

## Manets Pflaume und Degas’ Absinth

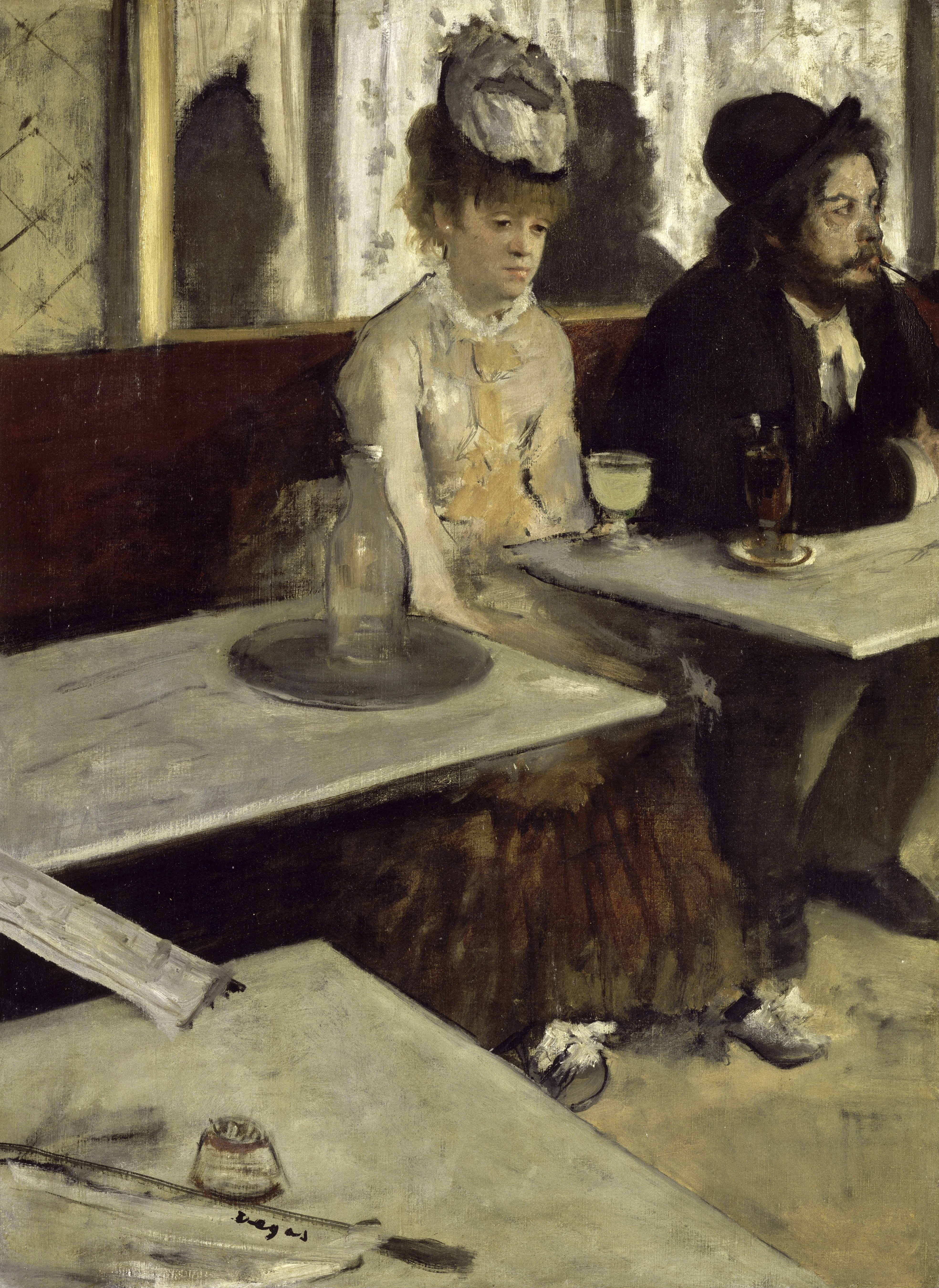
Edgar Degas: Der Absinth (1876), Musée d’Orsay

Zwei Jahre bevor Manets Bild Die Pflaume entstand, hatte Degas ein ähnliches Thema bearbeitet. In seinem Bild Der Absinth hatte er ein Paar dargestellt, das nebeneinander beim Absinthkonsum in einem Kaffeehaus sitzt. Es war auf der Impressionistenausstellung 1877 erstmals öffentlich zu sehen. Manets Bild ist in der Folge oft als Antwort auf Degas’ Vorgabe aufgefasst worden, so als habe er den Vorwurf, Degas nachzuahmen, bekräftigen wollen. Neben den Parallelen, die vor allem im Thema offensichtlich sind, zeigen die Werke jedoch Unterschiede. Während die Absinthtrinker bei Degas einen eindeutig trostlosen Eindruck machen und in der Komposition des bräunlichen Bildes selbst am Rande (der Gesellschaft?) sitzen, ist Manets Bild entschieden heller. Nicht nur, dass die junge Frau die Mitte des Bildes einnimmt, sie wirkt auch keineswegs so, als sei ihr Leben bereits zerstört. Im Gegensatz zu Degas’ Protagonisten, deren Einsamkeit gerade durch ihr stummes Nebeneinander zur Geltung kommt, ist Manets Frau vor dem Pflaumenglas lediglich allein. Käme ein charmanter junger Mann auf sie zu, könnte sich ihre Langeweile in Freude verwandeln. Während das Leben der Absinthtrinker also eigentlich vorbei ist, könnte das der Frau mit der Pflaume erst noch beginnen. Dementsprechend besteht ihr Gedeck aus einer eingelegten Pflaume, was entschieden weniger zerstörerisch ist als der berüchtigte Absinth. Und dementsprechend meldet Düchting Zweifel daran an, ob Pierre Courthions Deutung des Bildes als Ausdruck hoffnungsloser Verzagtheit, als Ausgebranntsein...einer Angeekelten, bestätigt werden kann. Düchting verweist vielmehr auf die delikate Farbigkeit und Helligkeit des Bildes und auf seine ausgewogene Komposition. In Manets Bild gehören alle Komponenten zusammen. Bei Degas wird die mangelnde Zugehörigkeit der beiden Menschen durch die Beziehungslosigkeit undefinierbarer Gegenstände, die links unten im Vordergrund des Bildes zu sehen sind, gespiegelt.

## Manets Leben zur Entstehungszeit des Bildes
1877 war das Bild Nana vom Salon de Paris abgelehnt worden. Der Versuch, 1878 fünf Gemälde zu versteigern, misslang. Manet musste sein Atelier in der Rue de Saint-Pétersbourg aufgeben. Vorübergehend kam er bei seinem Malerkollegen Otto Rosen in der Rue d’Amsterdam unter, wo er später erneut ein eigenes Atelier anmietete.

## Provenienz
Manet verkaufte das Gemälde 1881 für 3500 Franc an den Sammler Charles Deudon. Nach seinem Tod 1919 veräußerte seine Witwe das Bild an den Pariser Kunsthändler Paul Rosenberg. Um 1927 erwarb das Gemälde der New Yorker Sammler Arthur Sachs. Über die Kunsthandlung M Knoedler & Co kam das Bild 1961 in die Sammlung von Paul Mellon, der es 1971 der National Gallery of Art in Washington D.C. schenkte.

## Belege
1. ↑  Hajo Düchting: Manet, Pariser Leben, Prestel Verlag, München 1995, Seite 101.
2. ↑  Vgl. Düchting 1995, Seite 102.
3. ↑  Ina Conzen: Hajo Düchting: Manet, Pariser Leben, Prestel Verlag, München 1995, Seite 104.
4. ↑   Hajo Düchting: Manet, Pariser Leben, Prestel Verlag, München 1995, Seite 102.
5. ↑    Pierre Courthion: Manet, DuMont Buchverlag, Köln 1990, Seite 104.
6. ↑   Hajo Düchting: Manet, Pariser Leben, Prestel Verlag, München 1995, Seite 102.